# Jens Mühling

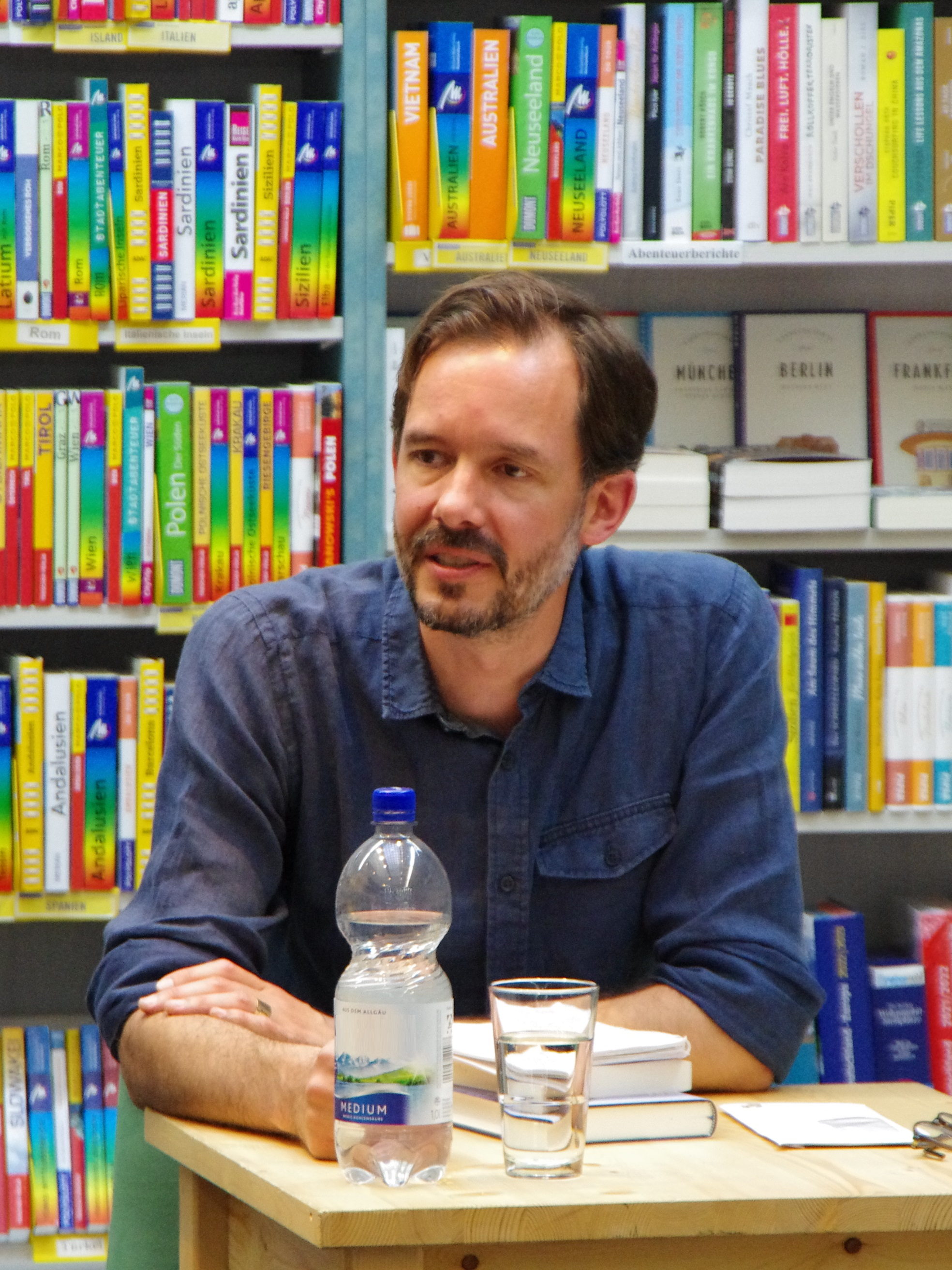
Jens Mühling während seiner Lesung in der Buchhandlung Spiegelschwab in Memmingen

Jens Mühling (* 1976 in Siegen) ist ein deutscher Schriftsteller und Journalist.

## Leben
Mühling studierte Literatur in Berlin und in Norwich, England, unter anderem bei W. G. Sebald. Er arbeitete zwei Jahre in Russland für die Moskauer Deutsche Zeitung, bevor er Redakteur des Berliner Tagesspiegels wurde. Seine Reportagen und Essays wurden mehrfach ausgezeichnet. Seit 2022 lebt er in Shanghai, wo er zunächst für das Magazin stern berichtete, bevor er 2024 China-Korrespondent der Wochenzeitung Die Zeit wurde.
Als Reiseschriftsteller schreibt Mühling vor allem über Osteuropa. Sein erstes Buch Mein russisches Abenteuer (auf Englisch erschienen unter dem Titel A Journey into Russia) war in Deutschland für den Johann-Gottfried-Seume-Literaturpreis und in Großbritannien für den Dolman Travel Book of the Year Award nominiert. Es folgte das Reportagebuch Schwarze Erde – Eine Reise durch die Ukraine. Mit Berlin – Spaziergänge durch alle 96 Ortsteile porträtierte Mühling die unbekannteren Winkel seiner Heimatstadt. Für Schwere See – Eine Reise um das Schwarze Meer umrundete er ein Jahr die Küsten des Schwarzen Meers.

## Bücher
- Mein russisches Abenteuer. Dumont Buchverlag, Köln 2012 (engl. A Journey into Russia. Haus Publishing, London 2014)
- Schwarze Erde. Eine Reise durch die Ukraine. Rowohlt Verlag, Reinbek 2016 (engl. Black Earth. A Journey through Ukraine. Haus Publishing, London 2019)
- Berlin. Spaziergänge durch alle 96 Ortsteile. Rowohlt Verlag, Hamburg 2019
- Schwere See. Eine Reise um das Schwarze Meer. Rowohlt Verlag, Hamburg 2020 (engl. Troubled Water: A Journey Around the Black Sea. Haus Publishing, London 2022)

## Auszeichnungen
- 2007 Reportagepreis des Netzwerks für Osteuropa-Berichterstattung (Gewinner)
- 2008 Axel-Springer-Preis für junge Journalisten (Kategorie „Herausragende Leistung“)
- 2008 Peter-Boenisch-Gedächtnispreis des Petersburger Dialogs
- 2008 China-Stipendium der Internationalen Journalistenprogramme (IJP)
- 2010 Recherchestipendium des Fachverbands der Konfessionellen Presse
- 2012 China-Stipendium der Internationalen Journalistenprogramme (IJP)
- 2013 Johann-Gottfried-Seume-Literaturpreis (Auswahlliste)
- 2015 Grenzgänger-Stipendium der Robert Bosch Stiftung
- 2016 Dolman Travel Book of the Year Award (Shortlist)
- 2017 Recherchestipendium der Stiftung für deutsch-polnische Zusammenarbeit
- 2018 Reportagepreis des Netzwerks für Osteuropa-Berichterstattung (nominiert)
- 2020 Hansel-Mieth-Preis der Reportagen-Agentur Zeitenspiegel (Kategorie „Zehn beste“)[8]